# جيسيكا كار
جيسيكا كار (بالإنجليزية: Jessika Carr)‏ (من مواليد 25 يونيو 1991 في بالتيمور، الولايات المتحدة) هي حاكمة أمريكية للمصارعة المحترفة و مصارعة محترفة سابقة.

## روابط خارجية
- جيسيكا كار على موقع WrestlingData.com (الإنجليزية)
- جيسيكا كار على موقع CageMatch worker (الإنجليزية)
- جيسيكا كار على موقع قاعدة بيانات المصارعة على الإنترنت (الإنجليزية)
- جيسيكا كار على موقع عالم المصارعة على الإنترنت (الإنجليزية)